# جمعية الصداقة الصينية العربية
بدأت جمعية الصداقة الصينية العربية في ديسمبر من عام 2001, تحت رئاسة تيمور دمواتي, وهو من إحدى قوميات الصينية الإسلامية، وكان يشغل منصب نائب رئيس المجلس الوطني لنواب الشعب، وكان الهدف وراء ذلك هو الدفاع عن الوجة العربي في الشارع الصيني، بعد أن تأثر هذا الوجه بعد أحداث 11 سبتمبر, وهدفها هو تبيين وجه أخر للعالم العربي في الصين, وربط هاتين الثقافتين العريقتين ببعضهما، كما كانا مترابطيين تاريخياً, خصوصاً مع الإمبراطورية العربية.
تحرص الجمعية على زيادة التبادل التجاري، والثقافي, والاستثماري بين المنطقتين، العربية والصينية، كما تأمل في أن يصبح هناك توأمة بين المدن العربية، والمدن الصينية.
تم الإعلان عن الجمعية في العاصمة الصينية بكين، بحضور وافد من المسؤولين والسفراء العرب والصينيين وممثلين من دول إسلامية عديدة.
و تم إرسال مسيرة من الصينيين والعرب، ليجوبوا الصين، ثم المرور بآسيا الوسطى, ومن ثم إلى المناطق العربية جميعاً, إلا العراق والصومال وفلسطين, لظروف أمنية وسياسية.

## مؤتمرات
- 2006 - الخرطوم:عقد المؤتمر الأول في عاصمة السودان في مدينة الخرطوم, ب35 ممثل صيني, و 50 ممثل عربي, تحت جامعة الدول العربية.
- 2006 - الخرطوم: